# 김정석 (1894년)
김정석(金定錫, 일본식 이름: 金山韶能가네야마 아키요시, 1894년 12월 3일 ~ 1970년 6월 6일)은 일제강점기의 교육인 출신 기업인으로 조선총독부 중추원 참의도 지냈다.

## 생애
함경북도 종성군 출신이다. 종성고등보통학교를 거쳐서 1912년에 임시교원양성소를 졸업하고 교육계에 투신했다. 학교 졸업 후 조선공립보통학교 부훈도를 거쳐 1916년에는 훈도로 승진했다.
1919년에 함북 경원군에 있는 경원공립보통학교 교장에 올랐으며, 함경북도 시학에 임명되어 교육행정 관료로도 근무했다. 1923년에 관직에서 물러나 이후로 상업에 종사했다. 1923년 함북인쇄주식회사 전무이사에 취임했다가 1926년에 퇴직하고 인쇄업을 경영하였다.
1931년에 매일신보 함북지국장을 겸했으며, 함경북도 도회의원을 지내는 등 이 지역 유지로 활동했다. 일제 강점기 말기에는 중추원 참의에도 임명되었다. 전쟁 지원 단체인 흥아보국단과 조선임전보국단에 함북 지역 대표로 참가하기도 했다.
2002년 민족정기를 세우는 국회의원모임이 발표한 친일파 708인 명단 중 중추원 부문에 수록되었고, 2008년 민족문제연구소가 정리한 친일인명사전 수록예정자 명단의 중추원 부문에도 선정되었다. 2009년 친일반민족행위진상규명위원회가 발표한 친일반민족행위 705인 명단에도 포함되었다.

## 같이 보기
- 조선총독부 중추원
- 조선임전보국단

## 참고자료
- 김정석(金定錫) - 국사편찬위원회